# 総社市立総社東中学校
総社市立総社東中学校（そうじゃしりつ そうじゃひがしちゅうがっこう）は、岡山県総社市井手にある公立中学校。
全校生徒は800人を超える。

## 沿革
- 1947年（昭和22年）4月1日 - 岡山県吉備郡総社町、服部村、秦村、都窪郡常盤村、清音村、山手村、三須村、中学校組合立総社東中学校設置認可。
- 1951年（昭和26年）7月30日 - 岡山県吉備郡総社町外五カ村中学校組合立総社東中学校に改称。
- 1954年（昭和29年）4月1日 - 岡山県総社市外二カ村中学校組合立総社東中学校に改称。
- 1984年（昭和59年）3月5日 - 新校舎工事完成。
- 1992年（平成4年）12月18日 - 会議室、パソコン教室増築。
- 1994年（平成6年）3月10日 - 屋内運動場改築工事竣工。
- 1998年（平成10年）3月4日 - 中庭及びモニュメント完成。
- 2005年（平成17年）3月22日 - 総社市立総社東中学校に改称。
- 2024年（令和6年）9月19日-中庭にステージ増築

## 部活動
- 陸上競技部
- サッカー部
- 野球部
- バレーボール部
- バスケットボール部
- ソフトテニス部
- 卓球部
- バドミントン部
- 剣道部
- 吹奏楽部
- 合唱部
- 美術部
- 科学部
- ボランティア部

## 進学前小学校
- 総社市立総社小学校
- 総社市立山手小学校
- 総社市立東小学校
- 総社市立北小学校
- 総社市立阿曽小学校

## 学校教育目標
- 心身ともに健全で，豊かな感性と生きる力を身に付けた生徒を育成する。

## 目指す生徒像
- 心豊かな生徒
- 自ら学ぶ生徒
- 実践力を持つ生徒

## 出身者
- 新谷仁美 - 陸上競技選手
- まきちゃんぐ - シンガーソングライター
- 児山祐斗 - 元プロ野球選手・東京ヤクルトスワローズ
- 原田のどか - ソフトボール選手、東京オリンピック金メダリスト

## 通学区域が隣接している学校
- 総社市立総社西中学校
- 倉敷市立北中学校
- 倉敷市立庄中学校
- 岡山市立高松中学校
- 岡山市立足守中学校